# Veazivne, Liubeșiv
Veazivne (în ucraineană В`язівне) este un sat în comuna Liubeșivska Volea din raionul Liubeșiv, regiunea Volînia, Ucraina.

## Demografie
Componența lingvistică a localității Veazivne
     Ucraineană (99,77%)
     Alte limbi (0,23%)
Conform recensământului din 2001, majoritatea populației localității Veazivne era vorbitoare de ucraineană (99,77%), existând în minoritate și vorbitori de alte limbi.